# 保坂順
保坂 順（ほさか じゅん）は、日本のAV男優。愛称は「ほさかさん」。

## 人物・エピソード
- 汁男優としてデビュー後、キャリアを重ねて単体男優となった努力家。
- デビュー直後は女優に嬲られたり、痴女の相手役になったりと、受身系の役が多かったが、現在ではハードレイプ・ハードファックなどもこなす。
- 甲高い喋り声が特徴的である。
- マジシャンとして、まさかじゅん名で活動している。

## 受賞歴
- 2007年度　第6回SODaward優秀AV男優賞